# Стилиjан Чилингиров
Стилијан Чилингиров (Шумен, 26. октобар 1881 — Софија, 23. новембар 1962)  био је бугарски писац, етнограф и политичар.
Иако је живео у Бугарској када је доба Националног препрода прошло, због његовог разноврсног књижевног и друштвеног рада називан је „последњи препородитељ” 20. века.
Носилац је ордена Белог орла V степена за спас 70.000 књига из Народне библиотеке Србије током Првог светског рата.

## Дела
- Чилингировъ, Стилиянъ (1917). Добруджа и нашето възраждане (културно-исторически издирвания). София. стр. 259.
- Чилингировъ, Стилиянъ (1930). Шинелъ безъ пагони. София. стр. 286.
- Чилингировъ, Стилиянъ (1931). Български читалища преди Освобождението. София. стр. 684.
- Чилингировъ, Стилиянъ (1935). Първа жертва. София. стр. 196.
- Чилингировъ, Стилиянъ (1941). Какво е далъ българинътъ на другитѣ народи. София. стр. 136.
- Чилингировъ, Стилиянъ (1941). Презъ Македония. София. стр. 158.
- Чилингировъ, Стилиянъ (1942). Поморавия по сръбски свидетелства. Скопие: Издателство „Българско дѣло“. стр. 289.
- Чилингиров, Стилиян (1999). Маджари и поляци в Шумен. София: Издателство „Огледало“. стр. 106.